# والتر فون كرونبرج
والتر فون كرونبرج (بالإنجليزية: Walter von Cronberg)‏ (و. 1479 – 1543 م) هو سياسي ، ولد في كرونبرج إم تانوس، توفي في باد مرغنت‌هايم، عن عمر يناهز 64 عاماً.

## مناصب
تولى منصب سيد فرسان تيوتون الأكبر ‏ (1543–1566)
.
| المناصب السياسية        | المناصب السياسية                     | المناصب السياسية         |
| ----------------------- | ------------------------------------ | ------------------------ |
| سبقه ألبرشت، دوق بروسيا | سيد فرسان تيوتون الأكبر ‏ 1543 - 1566 | تبعه Wolfgang Schutzbar ‏ |